# Integrated Services Digital Broadcasting
Integrated Services Digital Broadcasting [ˈɪntɪɡɹeɪtɪd ˈsɜːvɪsɪz ˈdɪdʒɪtəl ˈbɹɔːdkɑːst] (ISDB) ist ein auf MPEG-2 (in Japan), H.264, oder HEVC (für ISDB-S3) basierender Standard für digitale Medienübertragung. Er wurde 1999 in Tokio eingeführt und sieht die Verbreitung von HDTV, SDTV, Audio und Text in drei Varianten ISDB-T, ISDB-S und ISDB-C vor.
ISDB-T erlaubt mehrere Modulationsverfahren, die den vielfältigen Inhalten gerecht werden. In einem Bitmuster können dabei die Informationen so untergebracht werden, dass mobile Endgeräte Daten in reduzierter Qualität mit geringerer Bandbreite empfangen (Mobiles Fernsehen). Andere Geräte empfangen ergänzende Informationen, die die Qualität der Bilder verbessern.

## ISDB-T
Terrestrische Version.

### 1seg
Ein Teil des ISDB-T-Signals für Geräte wie Telefone.
1seg sendet in Japan mit 15 Bildern pro Sekunde, in Brasilien sind es 30. Man muss daher auf die Fähigkeiten des Geräts achten, das man kauft.

### ISDB-Tmm
Abgeleitet von 1seg für modernere mobile Geräte.

### ISDB-Tsb
Abgeleitet von 1seg, das nur Audio überträgt.

### ISDB-Tb
Brasilien hat Verbesserungen vorgenommen (zum Beispiel, H.264), die durch den Standard SBTVD, ISDB-Tb, ISDB-T International oder auch SATVD (Argentinien) übersetzt wurden. Dieser Standard wird von Japan und Brasilien weltweit angeboten.
MPEG-H Audio, HLG und SL-HDR1 wurden 2019 zu ISDB-Tb hinzugefügt.

## ISDB-C
Kabelgebundene Version.

## ISDB-S
Satellitenversion.

### ISDB-S3
Neue Satellitenversion, die 4K-, 8K-, HDR-, HFR- und 22.2-Audio unterstützt.

## Zukunft
Eine neue terrestrische Version sollte 2020 vorgeschlagen und 2021 genehmigt werden.
Dies sollte 4K, 8K, HDR, HFR und immersives Audio unterstützen kōnnen.
Es wurde vorgeschlagen, die Videokomprimierung VVC zu verwenden.

Digitale Rundfunkstandards weltweit

## Verbreitung der terrestrischen ISDB-T-Variante
In Japan werden unter dem Namen 1seg Audio-, Video- und Datendienste per Funkübertragungen im ISDB-T-Standard ausgestrahlt. ISDB-T wird unter dem Namen SBTVD (auch ISDB-Tb genannt) als drahtlose digitale Fernsehübertragung in Brasilien eingesetzt. Argentinien und Peru sollen den ISDB-T-Standard bereits angenommen haben. In Ländern wie Bolivien, Chile, Ecuador und Venezuela werde der Standard für das digitale terrestrische Fernsehen und Radio noch getestet.
In der folgenden Tabelle ist die Liste der Länder zusammengestellt, die die Systeme SBTVD und ISDB-T offiziell eingeführt haben.
| Amerika   | Amerika     | Asien       | Afrika   |
| --------- | ----------- | ----------- | -------- |
| Brasilien | Venezuela   | Japan       | Botswana |
| Peru      | Argentinien | Philippinen | Angola   |
| Ecuador   | Paraguay    | Malediven   |          |
| Chile     | Costa Rica  | Sri Lanka   |          |
| Honduras  | Guatemala   |             |          |
| Bolivien  | Nicaragua   |             |          |
| Uruguay   | El Salvador |             |          |